# Sonpur (Nepal)
Sonpur ist ein ehemaliges Village Development Committee (VDC), eine Art Gemeinde, in Südwest-Nepal. 
Sonpur befindet sich etwa 280 Kilometer (Luftlinie) westsüdwestlich der Hauptstadt Kathmandu im südwestlichen Distrikt Dang Deukhuri in der Provinz Lumbini.
Sonpur liegt am Nordufer des Östlichen Rapti am Südhang der Mahabharat-Kette, das ist eine mittelgebirgsartige Bergkette, die sich am Südrand des Himalaya erstreckt.
Sonpur hatte im Jahr 2001 11.366 Einwohner, davon 50,8 % Männer und 49,2 % Frauen.
Bei der Volkszählung 2011 betrug die Einwohnerzahl 13.589 (davon 5671 männlich) in 2640 Haushalten.
Sonpur schloss sich Ende 2014 mit Chaulahi zur neu gegründeten Stadt Lamahi zusammen.